# Grañón
Grañón est une commune située dans le Nord de l’Espagne, dans la comarque de Santo Domingo de la Calzada, dans la Communauté autonome de La Rioja.
Sa population était de 315 habitants en 2010.
Le Camino francés du Pèlerinage de Saint-Jacques-de-Compostelle passe par cette localité.

## Géographie
Le paysage de Grañón est divisé deux secteurs : montagneux au sud et plat au nord.

## Histoire
Les origines connues de Grañón remontent à la construction du château, à la fin du IXe siècle, par le roi de Castille Alphonse III, sur une colline situé au Nord-ouest de ville, connue aussi comme Mirabel. Les premières mentions d’un château à Grañón datent précisément de l’an 885 ; on les trouve dans la Crónica Najerense (Chronique de Nàjera), qui indique l'an 889 comme la date de construction du château de Grañon. Il faisait partie d'une ligne de défense avec les châteaux de Pazuengos, Cerezo, Cellórigo et Bilibio. L’objectif de cette ligne de défense était de protéger les passages de Las Conchas, de Haro, La Morcuera et Pancorbo, à travers lesquels les musulmans pénétraient pour attaquer les territoires orientaux du royaume de León. À l'abri du château de Grañón sont apparus des petits quartiers où on a établi la population, comme ceux de San Martín del Castillo, San Miguel, Sparsa ou Santa María.
Grañón est cité dans des documents généralement liée à des donations. On peut mentionner comme exemples l'an 925, date à laquelle le religieux Enneco fait don au monastère d'Albelda du hameau de Zahal. Dans le document de donation est cité la « via de Griñone » (voie de Griñone). De même, en 934 dans le privilège du comte Fernán González dans les donations faites à Santiago de Compostela et à San Millán de la Cogolla après la bataille de Simancas, on mentionne « Grañón con sus aldeas » (Grañón et ses hameaux).
En 1187, Alphonse VIII a accordé un « fuero » (charte) à la ville. Les habitants des quartiers qui étaient apparus dans les siècles précédents se sont concentrés autour du monastère de San Juan, qui était situé dans le même lieu que l'actuelle église paroissiale de San Juan Bautista. Le Chemin de Saint-Jacques-de-Compostelle a revitalisé le village, grâce au fait que Santo Domingo de la Calzada l'a fait passer vers Burgos, via Grañón et Redecilla del Camino.
Grañón a été entouré de murailles, dont il ne reste aucun vestige actuellement. Au fur et à mesure qu’a été consolidé le nouveau centre urbain, le château a perdu de l'importance ; la ville a évolué et sa population a augmenté, depuis ce noyau initial apparu au XIIe siècle.
En 2020, une nécropole datant de l'époque wisigothique est découverte à Grañón.

## Démographie
| 1900  | 1910  | 1920  | 1930  | 1940  | 1950  | 1960  | 1970 | 1981 |
| ----- | ----- | ----- | ----- | ----- | ----- | ----- | ---- | ---- |
| 1 016 | 1 077 | 1 075 | 1 106 | 1 110 | 1 131 | 1 042 | 754  | 598  |

| 1991 | 2001 | 2011 | - | - | - | - | - | - |
| ---- | ---- | ---- | - | - | - | - | - | - |
| 487  | 396  | 294  | - | - | - | - | - | - |

## Administration

### Conseil municipal
La ville de Grañón comptait 254 habitants aux élections municipales du 26 mai 2019. Son conseil municipal (en espagnol : Pleno del Ayuntamiento) se compose donc de 7 élus.
| Parti | Parti                                    | Voix | %       | Élus  |
| ----- | ---------------------------------------- | ---- | ------- | ----- |
|       | Parti populaire (PP)                     | 109  | 57,98 % | 4 / 7 |
|       | Parti socialiste ouvrier espagnol (PSOE) | 79   | 42,02 % | 3 / 7 |

### Liste des maires
| Mandat    | Maire | Maire                      | Parti |
| --------- | ----- | -------------------------- | ----- |
| 1979-1983 |       | Roberto Oruezabal Murillo  | UCD   |
| 1983-1987 |       | Roberto Oruezabal Murillo  | PR    |
| 1987-1991 |       | Roberto Oruezabal Murillo  | AP    |
| 1991-1995 |       | Eduardo Alonso Alonso      | PR    |
| 1995-1999 |       | Eduardo Alonso Alonso      | PR    |
| 1999-2003 |       | Víctor del Valle Villar    | PP    |
| 2003-2007 |       | José Ignacio Castro Miguel | PP    |
| 2007-2011 |       | José Ignacio Castro Miguel | PP    |
| 2011-2015 |       | José Ignacio Castro Miguel | PP    |
| 2015-2019 |       | José Ignacio Castro Miguel | PP    |
| 2019-2023 |       | José Ignacio Castro Miguel | PP    |

## Culture et patrimoine

### Le Pèlerinage de Compostelle
Par le Camino francés du Pèlerinage de Saint-Jacques-de-Compostelle, le chemin vient de Santo Domingo de la Calzada.
La prochaine étape est Redecilla del Camino. Le chemin quitte alors La Rioja et entre en Castille-et-León.
Aimery Picaud décrit le royaume de Castille, comme un pays d'abondance, mais paraît ne pas apprécier son peuple, il cite dans son Guide du Pèlerin : « Après cette contrée (la Rioja), on traverse la forêt d'Oca et la terre d’Espagne continue vers Burgos, c'est la Castille et sa campagne. Ce pays est plein de richesses, d'or et d'argent, il produit heureusement du fourrage et des chevaux vigoureux, et le pain, le vin, la viande, les poissons, le lait et le miel y abondent. Cependant il est dépourvu de bois et peuplé de gens méchants et vicieux... »

### Patrimoine religieux

#### L’église San Juan Bautista

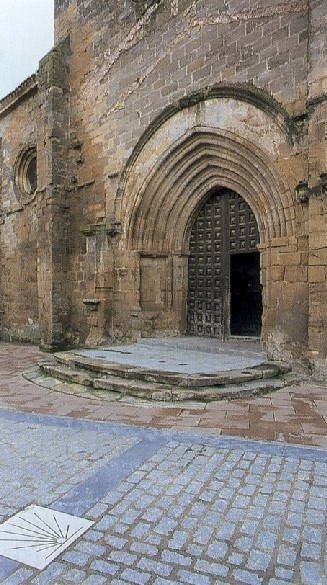
Le portail de l'église Saint Jean Baptiste
(à remarquer : sur la chaussée une coquille).

##### Histoire
La construction de l’église eu lieu entre les XVe et XVIe siècles, en correspondant aux la sacristie et la tour sont du XVIIe siècle. Dans les travaux de construction sont intervenus, probablement de nombreux tailleurs de pierres, mais on connaît seulement Fernando, maître d’œuvre en 1537, Juan de Huequel et Juan d'Elgorriaga, qui ont travaillé dans l'église vers 1573.

##### Description
Elle est composée d'une nef de trois travées, un presbytère et d’un chevet vouté de trois pans. Au sud du chevet se trouve la sacristie, qui est prolongée avec une autre plus moderne. Au sud-ouest est située la tour de deux corps, en pierre de taille. Quant au portail, il possède un arc cintré d'un demi-point, un autre portail dans le côté nord de la croisée du transept avec six archivoltes et un troisième portail, aveugle, dans le bras sud.

##### L’intérieur
À remarquer les fonts baptismaux romans du XIIe siècle, seul vestige du primitif monastère de San Juan et, surtout, le Retable consacré à Saint Jean. Il s'agit d'une œuvre de grande richesse ornementale, effectuée entre 1545 et 1556, avec des motifs plateresques. Parmi les artistes qui sont intervenus dans la construction du retable figurent, probablement, Natura Borgoñón comme architecte, Bernal Forment et Juan de Beaugrant dans la sculpture, et Francisco de Lubiano dans la polychromie. Actuellement on peut admirer l'œuvre dans toute sa splendeur, grâce à la restauration qui a été menée à bien en 1993.

#### Ermita de los Judíos

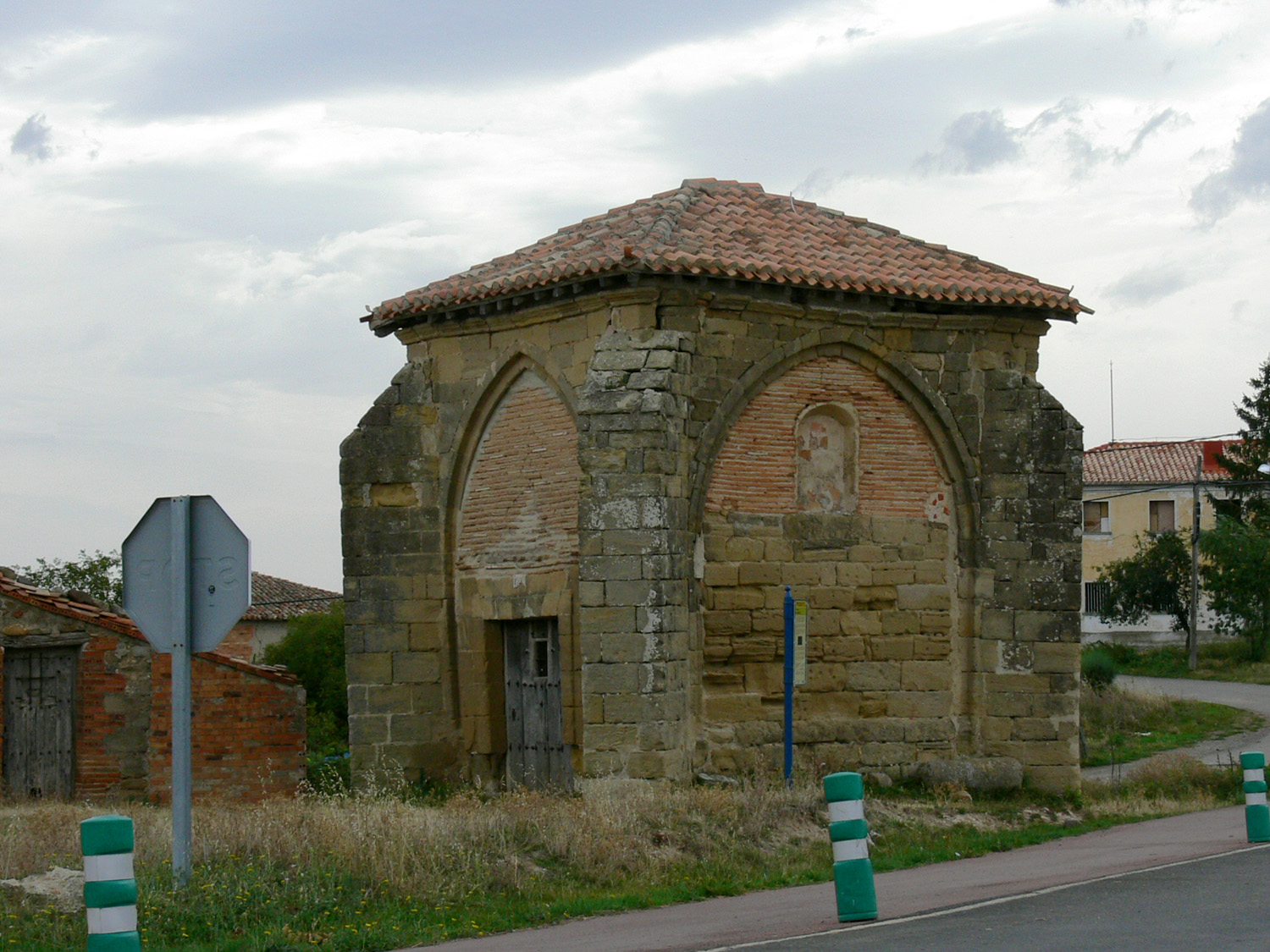
Ermita de los Judíos
(Ermitage des juifs).

#### Ermita de Carrasquedo

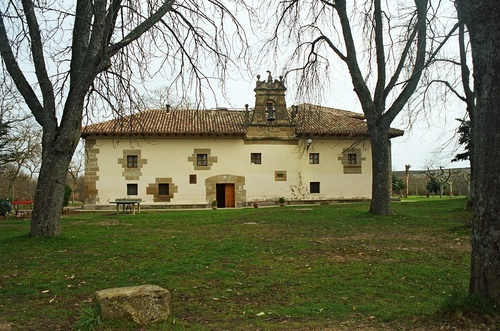
Ermita de Carrasquedo.

### Patrimoine civil
La cité a perdu ses hôpitaux et ses murailles, mais garde sa forme de bastide : le pourtour ovoïde de l'enceinte disparue est toujours cloisonné par trois grandes rues est-ouest, et deux courtes rues nord-sud. La calle Mayor (grand rue) centrale garde quelques vestiges anciens.